# Nho Kadarka

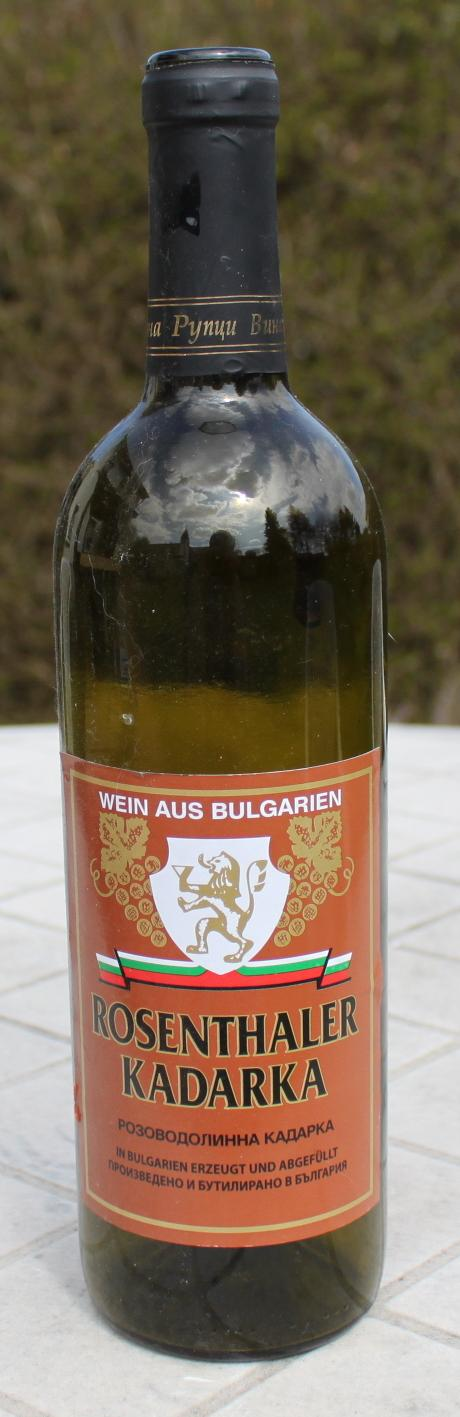
Một chai rượu vang "Rosenthaler Kadarka" của Bulgaria

Cadarca hoặc Kadarka hoặc Gamza là một giống nho có vỏ sẫm màu được sử dụng để làm rượu vang đỏ. Loài nho này có một lịch sử lâu đời và rất phổ biến trong rượu vang Romania và Bulgaria, nơi nó được gọi là Гъмза Gamza.  Nho Kadarka từng là một thành phần quan trọng của  Cuvée Blood Bull Hungary đỏ của vùng Eger hoặc Szekszárd, nhưng từ lâu đã suy giảm trong các đồn điền Hungary, được thay thế bằng Kékfrankos và Portugieser. Loài nho này cũng được trồng ở hầu hết các quốc gia Trung Âu và balkan khác, nơi đôi khi nó được gọi là Cadarca hoặc Skadarska.
Kadarka đôi khi được cho là có nguồn gốc từ Hungary. Một giả thuyết khác có liên quan đến giống Skadarsko, được cho là bắt nguồn từ hồ Scutari, nằm ở biên giới giữa Albania và Montenegro.
Trong một nghiên cứu gần đây, người ta tuyên bố rằng một trong những cha mẹ của Kadarka là Papazkaraı được trồng ở vùng Strandja của Kırklareli.
Rượu Cadarca (Kadarka) được đặc trưng bởi hương vị đầy đủ, dễ nhận biết, mùi thơm sâu và màu tối. Kadarka thường được sử dụng cho các cuvees bao gồm Egri Bikavérs, và cũng để sản xuất rượu vang để bàn. Kadarka tốt nhất được trồng ở Minis, Romania từ thế kỷ 17.
Ở Bulgaria, Gamza chủ yếu được trồng ở vùng tây bắc và trung bắc, ở đồng bằng Danubian. Cho đến những thập kỷ gần đây, Gamza là giống nho chiếm ưu thế ở những vùng Bulgaria này. Đặc điểm chính của Gamza là nho có chùm lớn nhưng gọn, gần như hình cầu, màu xanh đậm đến đen.

## Từ đồng nghĩa
Kadarka cũng được biết đến dưới các từ đồng nghĩa sau: Backator-Szőlő, Black Kadarka, Blaue Kadarka, Blaue Ungarische, Bleu de Hongrie, Blue Kadarka, Branicevka, Budai Fekete, Cadarca, Cadarca de Minis, Cadarca Neagra, Cadarka, Cedireska, Cerna Ghija, Cerna Giza, Cerna Meco, Cerna Skadarka, Cetereska, Cherna Gizha, Chernina, Chetereshka, Csoka Szőlő, Domanli, Edle Ungartraube, Edler Schwarzblauer Tokayer, Feket Budai, Fekete Czigány, Fekete Zinka, Fűszeres Kadarka, Gamza, Gemza, Gimza, Gmza, Gymza, Jenei Feket, Jenei Fekete, Kadar, Kadarka, Kadarka Blaue, Kadarka Ble, Kadarka Bleu, Kadarka Chernaya, Kadarka Crna, Kadarka Fekete, Kadarka Fűszeres, Kadarka Keck, Kadarka Modra, Kadarka Nemes, Kadarka Nera, Kadarka Noir, Kadarka Rubinrot, Kadarka Schwarz, Kadarka Sinyaya, Kadarkas, Kadarska, Kallmet, Kara Shiralak, Kék Budai, Kékkardarka, Kereszetes Levelű, Keresztes Levelű, Ksoka Szőlő, Ksoko Szőlő, Lúdtalpú, Lugojana, Meco Cerna, Mekis, Mekish, Modra Kadarka, Mor Kadarka, Mórkadarka, Mosler Schwarz, Nazlin Gomza, Nazlun Gamza, Nemes Kadarka, Noble Bleu, Noir de Scutari, Noir de la Moselle, Raisin Noir de Scutari, Raisin Turc, Schwarzer Cadarca. Schwarzer Mosler, Schwarzer Skutariner, Scutariner, Sirena, Siva Gamza, Skadarka, Skadarska, Skakar, Tanka Gamza, Török Szőlő, Törökbúza Szőlő, Törökszőlő, Tokaynero di Scutari, Ungarische Edeltraube, Vodishka Loza, Vodnishka, Vrachansko Cherno, Zelena Gamza, Zherni Shipon.